# Leopoldskerk
Leopoldskerk, ook wel Leopoldskerkje, is een benaming voor een protestantse kerk die in de periode 1836-1838 op kosten van de Belgische overheid werd gebouwd in de huidige Nederlandse provincie Limburg.
Er werden in totaal vier Leopoldskerken gebouwd, te weten het Leopoldskerkje (1836) te Meerssen, het Leopoldskerkje (1837) te Beek, het Leopoldskerkje (1837, in 1967 gesloopt) te Gulpen en het Leopoldskerkje (1838, in 1949 gesloopt) te Heerlen. In deze plaatsen hadden de protestanten middels een simultaneum sinds de 17e eeuw gebruik kunnen maken van de parochiekerken. Dit simultaneum werd onder het Belgische bewind afgeschaft, waardoor de kerken weer volledig in katholieke handen kwamen. In 1835 werd bij een besluit van de Belgische koning Leopold I, zelf protestant, bepaald dat de bouw van protestantse kerken in deze plaatsen zou worden gesubsidieerd. De bouw stond onder toezicht van het Belgische Ministerie van Waterstaat. 
De vier kerken vertonen grote overeenkomsten. Het zijn alle bakstenen zaalkerkjes in neoclassicistische stijl, elk drie traveeën lang en voorzien van een driezijdige sluiting aan de achterkant en bovenop aan de voorkant een dakruiter. De voorgevel van de kerken te Gulpen, Beek en Heerlen was vrijwel identiek, die van Meerssen werd rijker uitgevoerd. Van de kerken in Gulpen en Beek is bekend dat ze werden ontworpen door H. Konings, schrijnwerker te Roermond.

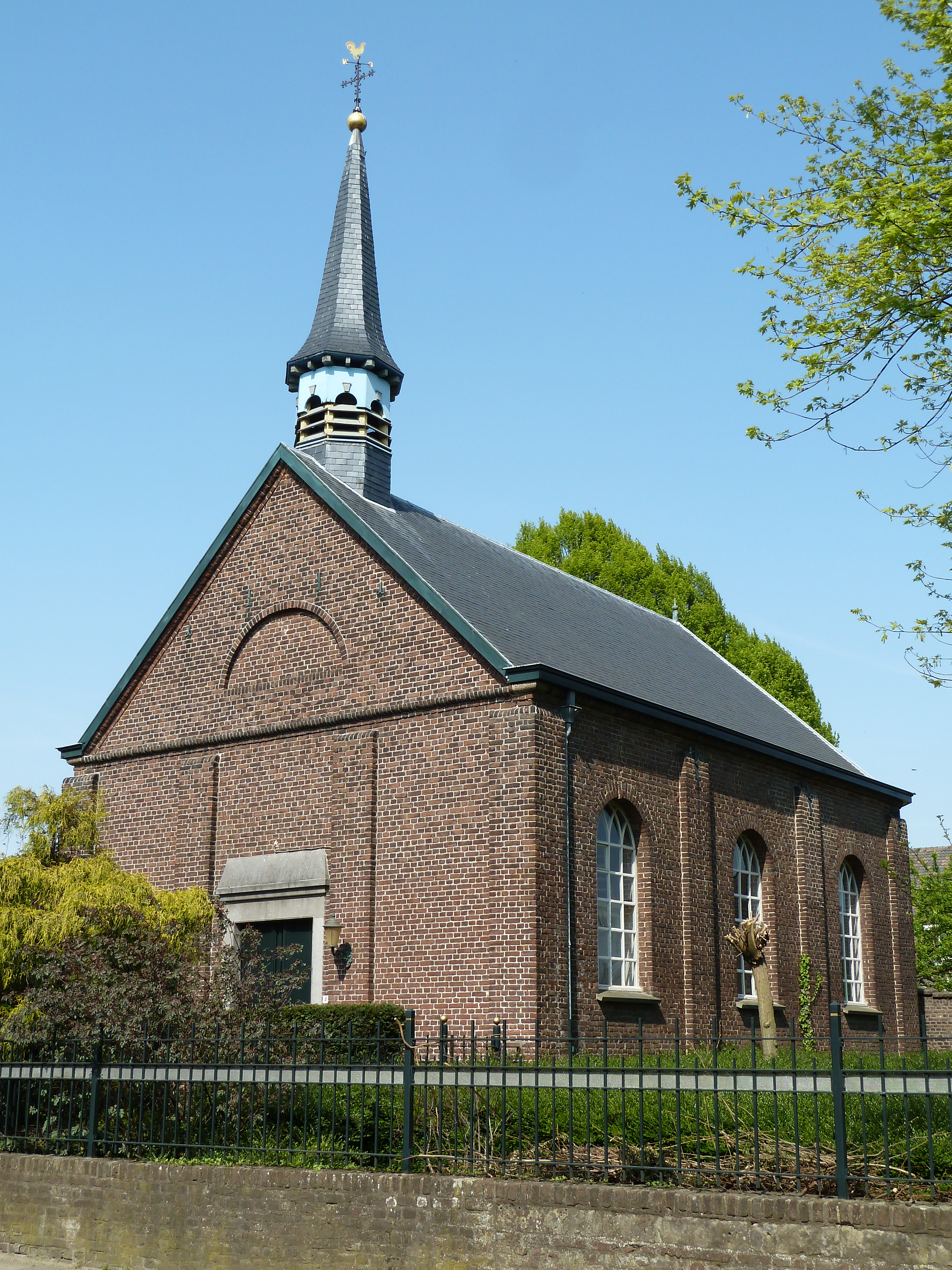
Leopoldskerk in Beek
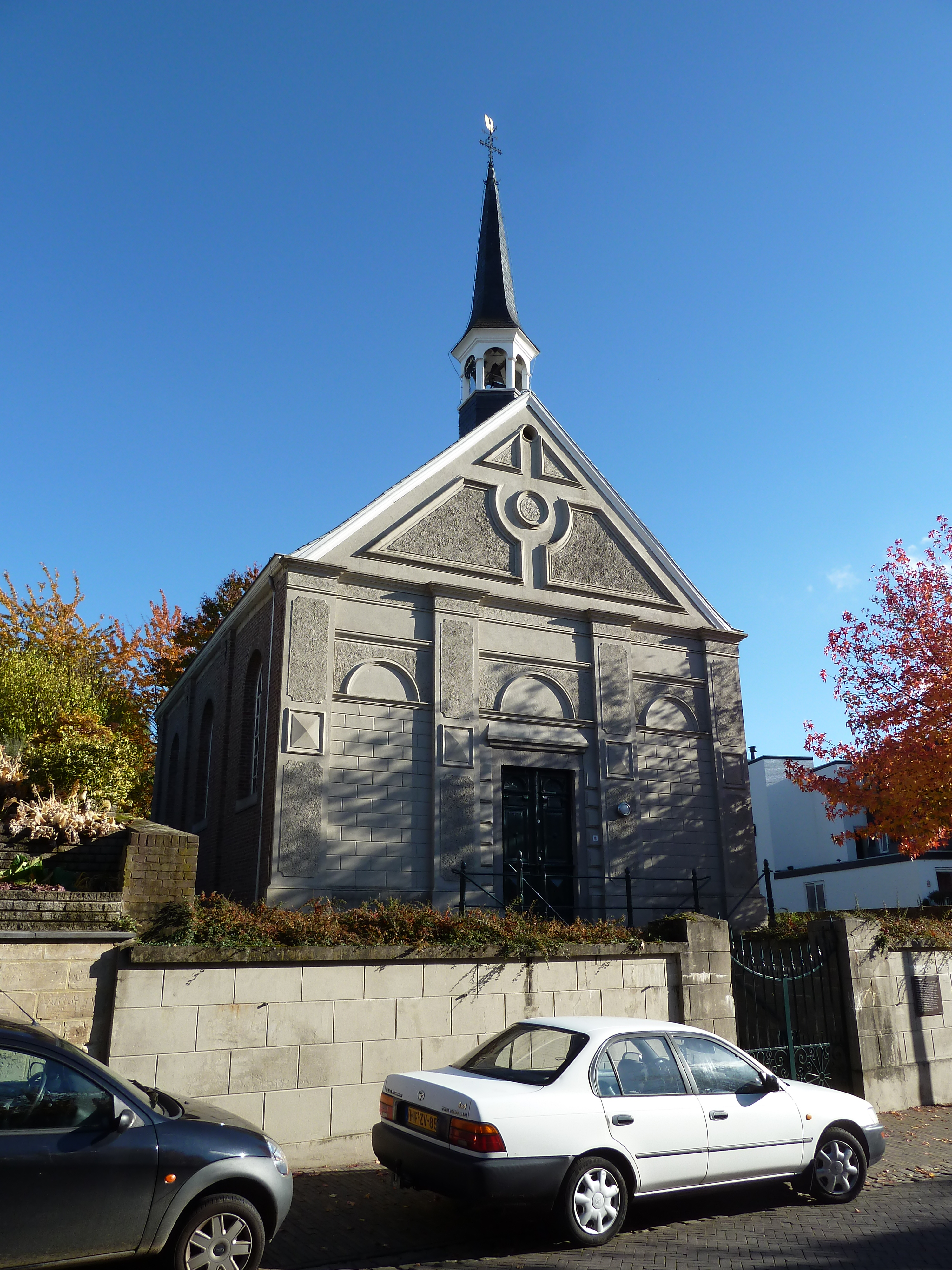
Leopoldskerkje in Meerssen